# Кастельмасса
Кастельмасса (італ. Castelmassa, вен. Castelmassa) — муніципалітет в Італії, у регіоні Венето, провінція Ровіго.
Кастельмасса розташована на відстані близько 360 км на північ від Рима, 95 км на південний захід від Венеції, 38 км на захід від Ровіго.
Населення — 4287 осіб (2014).

## Демографія
Населення за роками:

Станом на 1 січня 2023 року в муніципалітеті офіційно проживало 513 іноземців з 26 країн, серед них 82 громадяни країн Євросоюзу та 9 громадян України.

## Сусідні муніципалітети
- Кальто
- Кастельново-Баріано
- Ченезеллі
- Фелоніка
- Серміде